# إيرنيستو دومينغيز
إيرنيستو دومينغيز (بالإسبانية: Ernesto Domínguez Hernández) هو لاعب كرة قدم إسباني في مركز الهجوم، ولد في 9 مارس 1941 في Móra d'Ebre ‏ في إسبانيا. شارك مع منتخب إسبانيا تحت 18 سنة لكرة القدم ومنتخب إسبانيا لكرة القدم ومنتخب كاتالونيا لكرة القدم. أما مع النوادي، فقد لعب مع إسبانيول وريال مايوركا ونادي ليفانتي.

## وصلات خارجية
- إيرنيستو دومينغيز على موقع قاعدة بيانات كرة القدم.إي يو (الإنجليزية)
- إيرنيستو دومينغيز على موقع ناشيونال فوتبول تيمز (الإنجليزية)
- إيرنيستو دومينغيز على موقع عالم كرة القدم.نت (الإنجليزية)